# لوتش الأردن
لوتش الأردن (الاسم العلمي:  Nemacheilus jordanicus) وهو أحد أنواع الأسماك شعاعيات الزعانف من فصيل سمك لوتش التيارات الرابية باليتوريداي. وهو يوجد في الشرق الأدنى على حوض نهر الأردن. حيث موطنها الطبيعي هو الأنهار وهي مهددة بالانقراض بسبب تدمير البيئة.